# Крістіна Лібгерр
Крістіна Лібгерр  (нім. Christina Liebherr, 16 березня 1979) — швейцарська вершниця, олімпійська медалістка.

## Виступи на Олімпіадах
| Олімпіада  | Дисципліна       | Місце              |
| ---------- | ---------------- | ------------------ |
| Афіни 2004 | конкур, особисті | 13                 |
| Афіни 2004 | конкур, командні | 5                  |
| Пекін 2008 | конкур, особисті | 34T (кваліфікація) |
| Пекін 2008 | конкур, командні | 3                  |